# 梁文道
梁文道（1970年12月26日—），籍貫廣東佛山市順德區，台北成長，15歲回到香港，香港文化人、传媒人。有部分粉丝称其为「道长」，也因梁文道本人信仰南传佛教。梁文道也是《零八宪章》签署者。彭志強在《香港四大才子 江湖只剩傳說》一文認為，“新的香港四大才子，梁文道、林夕、陶傑、陳志雲呼聲頗高。”

## 早年生活
梁文道生於香港，在台北成長。他在四個月大時因為父母要工作，所以被他們送到台北外公的家居住。他在當地由小學到中三，其考試成績一直保持在尾三以下的位置。梁文道就讀初中三年級時經常在街頭上打架。結果由於操行太差以致沒有學校敢收他入學。他於是被迫回港在沙田聖母無玷聖心書院升讀中四。梁文道前後只用了七日時間準備香港中學會考，最終取得2A3B1C的佳績，並因此而轉讀香港培正中學預科。他在十七歲正在唸預科時開始投稿《信報》文化版撰寫劇評。但他升上香港中文大學崇基學院哲学系後最後只能於1994年以三級榮譽學士畢業。而他之所以能夠入研究院修讀碩士課程全靠幾個老師力薦，才能跟隨石元康教授學習。不過，他仍因為在外太多工作，故此在1997年放棄了有關學位。
從1998年開始，梁文道就不斷活跃于香港文化界、知識界，足迹範疇從大學講師、文化從業人員、自由撰稿人、電視電台節目主持人、牛棚書院院長、中學校長、商業電台台長、電影創作人和劇評家、作家、書評家、食文化研究人、時事評論員、樂評家，到公共危機處理專員、環保權益維護者、香港爱护动物协会的动物保育大使和观察员、古迹研究員、文化推廣研究學者、艾滋病權益維護義工等。2008年，梁文道皈依了南传佛教。

## 文化经历
從台灣回到香港後，梁文道從1995年开始一直積極参与各類社會運動，類別包括工人權益、社区維權、反战运动等。梁文道的多元文化之路是由大學開始的，他為多份報紙撰寫專欄，如《明報》及《信報》评论专栏，近年更擴大至多份香港、台湾和大陆的中文报刊杂志，如廣州的《南方都市報》、香港的《亞洲週刊》、北京的《财经》杂志等。他不断往返于两岸三地，进行文化、社会、时事等多方面的演講和交流。
在擔任講师期間，梁文道也被多个文化艺术團體及非政府组织聘請為機構董事、主席及顾问。曾为香港艺术发展局艺术顾问。同時开始參與各类文化艺术創作活动，例如各類实验剧场的编劇、導演、演員，行为艺术创作和视艺展览策划等等；

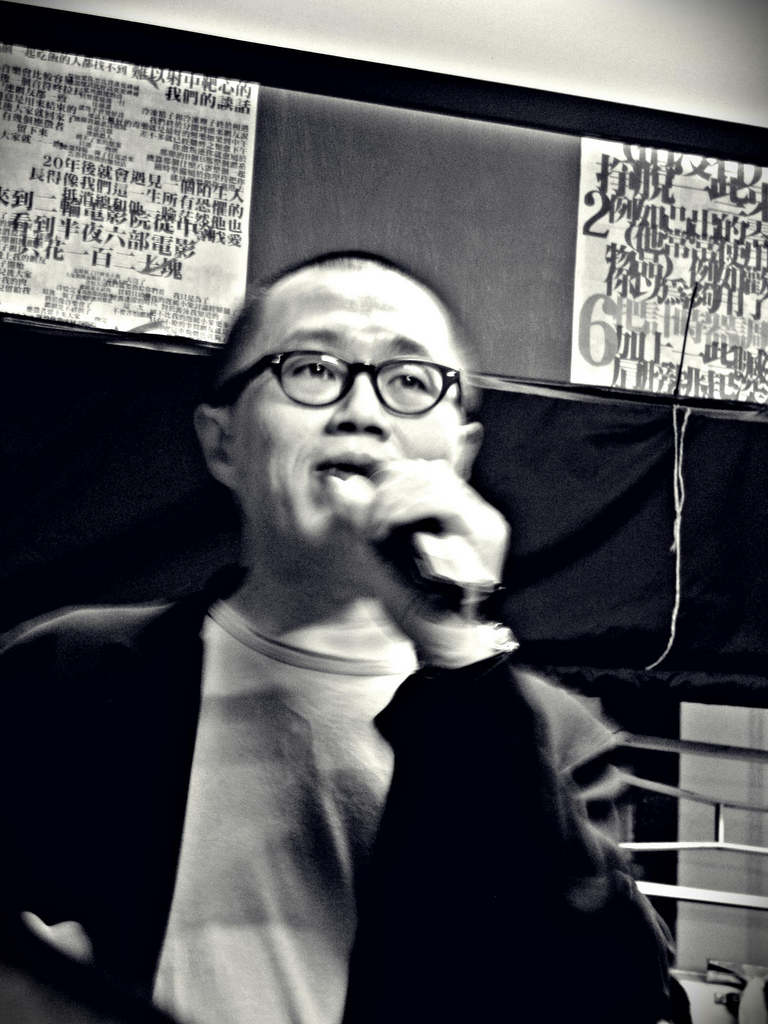
梁文道

1998年開始，梁文道為香港新城電台主持財經節目，后來被引薦加入香港商業電台成為商台第一台長及顧問，期間擔任《打書釘》、《風波裡的茶杯》、《光明頂》等節目主持。期間與幾位文化界人士一同創辦次文化組織牛棚書院，在商台解僱鄭經翰事件後辭去商台職務，並回到牛棚書院担任院长，长期担任《锵锵三人行》节目嘉宾。

## 文化活动
多年來在各個傳媒平台發表的評論數以百計，涉及範疇囊括：時政社會、金融財經、文化百態、電影創作、飲食文化、書籍出版、生態環境、抒情散文等等，是全方位的傳媒人。梁文道曾在多个电视电台媒体主持，包括：香港新城电台、香港商业电台、香港电台、香港凤凰卫视、香港有线电视、NOW宽频电视、中央电视台等等；近年他在中國文化界受到追捧，專欄結集《常識》面世一年，即售出20万册：演講之處，都擠滿久候的粉絲。有專欄作家稱之為「梁文道現象」。
梁文道一直致力推动香港的文化活动，与香港文化人林奕华、甘国亮、胡恩威、关锦鹏、刘天赐等人合办香港创意文化阵地“牛棚书院”，虽然因经费问题屡次停办。

### 跨媒介活动
1999年，梁文道加入凤凰卫视中文台，成爲知識分子談話節目《锵锵三人行》的常任嘉賓，拓展了內地和海外華人有別于官方的傳統思維觀，使得《鏘鏘三人行》成爲中國大陸最受知識分子推崇的談話類電視節目，而梁文道與竇文濤和許子東被稱爲鳳凰衛視的“言論鐵三角”。
梁文道陸續擔任《大话世界杯》、《两极之旅》、《走进非洲》、《时事辩论会》、《網罗天下》、《開卷八分鐘》和《走向2010》的主持人和其他鳳凰衛視節目的評論員。2008年，梁文道在鳳凰衛視資訊台開闢一檔新節目《文道非常道》，主要補抓兩岸三地的文化現象。
而梁文道也長期特约在香港有线电视有線財經資訊台，先後與黃凱迪、王春媚和金佩瑋一同主持新聞評論節目《香港刺針》。於2005年7月開始有一段時間擔任香港電台電視部製作的節目《頭條新聞》主持人。
2006年，梁文道與蔡子強及蔡東豪合辦上書局出版社，旨在推出普及的非文學類書籍以引介知識。
2012年7月，梁文道与劉細良和宋漢生等好友創辦新聞網站「主場新聞」（House News），以「我城‧我觀點‧我主場」為口號，形式類似美國赫芬頓郵報，提供新聞及各類資料彙集。
2014年7月1日，梁文道在七一遊行街頭為香港獨立媒體募款，有好事者將照片擅自截去「媒體」二字，只留下「香港獨立」四字以指控梁文道參加香港獨立運動；同日，梁文道發表聲明駁斥：「我是什麼立場，大家都很清楚；香港獨立媒體是什麼立場，大家也很清楚。一個老被香港本土派和港獨派罵作『共狗』的人，居然成了港獨支持者？」
2014年10月12日，《香港蘋果日報》報道，梁文道、余英時等疑因发表与香港时局相关的文章，被国家新闻出版广电总局点名，要求各出版社今后不得出版其作品。但據新加坡《聯合早報》駐大陸記者調查，多家書店表示未聞此事且銷售正常。而至今在淘寶等內地網站依然可以購買到這些學者、作家的著作。
2015年1月由他主持的凤凰卫视节目《开卷8分钟》停播。同年4月他在土豆网开始新的读书类节目《一千零一夜》。该节目作为“看理想”计划的一部分，而梁文道也担任该计划的策划人。
2019年9月24日，梁文道在香港电台《视点31》節目中評論香港修例風波，嘗試從北京角度理解香港發生的一切，提及香港警察開啟微博希望得到認同是圍爐取暖，雖然值得理解和同情，但也觸犯了當時的香港公務員守則，其中規定公務員不能在工作範圍之外公開評論時事。
2019年12月尾，梁文道向《香港蘋果日報》辭筆，不再寫香港政治的專欄。
梁文道从2018年起在中国内地社交媒体平台主持播客节目《八分半》，2025年因批评香港政府，节目一度暂停。

## 信仰
梁文道出生在天主教家庭，受天主教影响较深。在2008年皈依佛教（南传佛教），并会在香港和大陆弘扬佛教道理。同时在书中，他也自称：“随着阅读兴趣的转移，我宁愿称自己是亚里士多德和儒家的信徒。”

## 專欄
- 《成報》文采版專欄「秘學筆記」（已擱筆）
- 《都市日報》專欄「兵器譜」（已擱筆）
- 《飲食男女》專欄「味覺現象」
- 香港獨立媒體網站、香港《明報》的筆陣
- 《蘋果日報》專欄「牛棚讀書記」（已擱筆）
- 《Am730》專欄「觀念」
- 《聯合報》專欄「懷念書」
- 《南方都市報》、《南方週末》

## 著作
- 《弱水三千　梁文道書話》（書評集錄）
- 《讀者　梁文道書話Ⅱ》（書評集錄）
- 《味道》（食評集錄）
  - 《味道之味觉现象》
  - 《味道之人民公社》
  - 《味道之第一宗罪》
- 《常识》（專欄集錄）
- 《噪音太多》（樂評集錄）
- 《我执》（散文集錄）
- 《訪問　十五個有想法的書人》（訪談集錄）
- 《关键词》（專欄集錄）

## 演出

### 電影
- 2017年 《明月幾時有》 飾 梁漱溟

## 外部連結
- 梁文道专栏文集（页面存档备份，存于）（内地读者创建的梁文道专栏文集聚合网站）
- 梁文道文集（页面存档备份，存于）（梁文道作品集结站，大陆无法访问）
- 梁文道的博客@牛博网 （已关停）
- 梁文道的博客@网易（有时梁在内地无法登录牛博网则选择在网易博客上写作）
- 香港凤凰卫视梁文道页面（页面存档备份，存于）
- 香港文化组织“牛棚书院”主页（页面存档备份，存于）
- 上書局（页面存档备份，存于）
- 開卷八分鐘（页面存档备份，存于）
- 一千零一夜（页面存档备份，存于）
- 《文道非常道》
- 《讀書好》雜誌網絡版（页面存档备份，存于）（雙月刊） - 梁文道主編